# John Wall
Johnathan Hildred «John» Wall (Raleigh, Carolina del Norte, 6 de septiembre de 1990) es un exjugador de baloncesto estadounidense que disputó once temporadas en la NBA. Con 1,93 metros de altura, jugaba en la posición de base.

## Trayectoria deportiva

### Universidad
Jugó durante una única temporada con los Wildcats de la Universidad de Kentucky, en las que promedió 16,6 puntos, 4,3 rebotes y 6,5 asistencias por partido. Ganó el Premio Adolph Rupp uno de los galardones más importantes que se otorga al mejor jugador de la NCAA, además de ser elegido Jugador del Año de la Southeastern Conference. Consiguió el récord histórico de su universidad de asistencias en un partido, al repartir 16 contra Hartford, batiendo el anterior que estaba en posesión de Travis Ford con 15 desde 1993.

#### Estadísticas
| Año     | Equipo   | PJ | PT | MPP  | %TC  | %3P  | %TL  | RPP | APP | ROB | TPP | PPP  |
| ------- | -------- | -- | -- | ---- | ---- | ---- | ---- | --- | --- | --- | --- | ---- |
| 2009–10 | Kentucky | 37 | 37 | 34.8 | .461 | .325 | .754 | 4.3 | 6.5 | 1.8 | .5  | 16.6 |

### NBA

#### Washington Wizards (2010-2020)

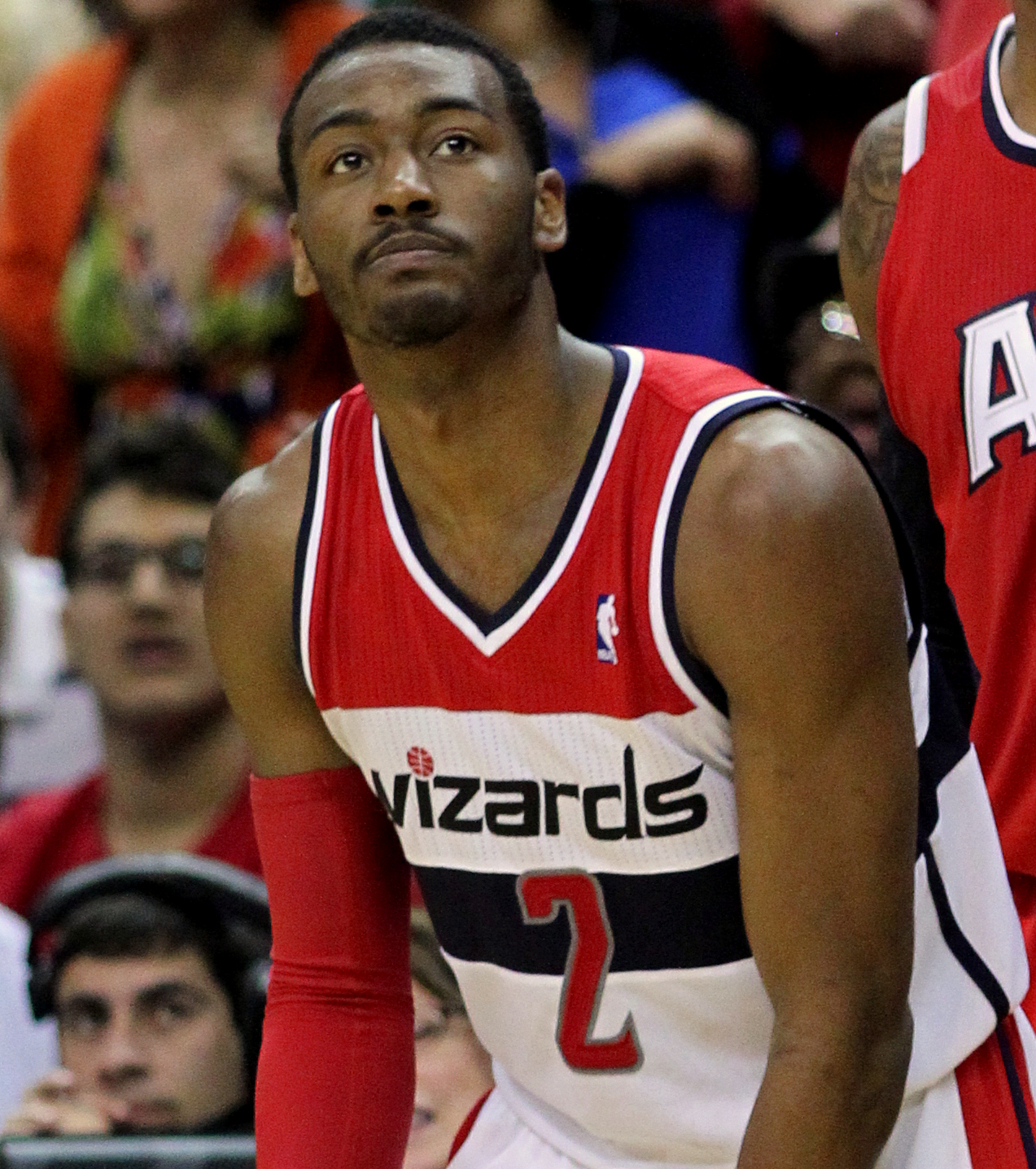
Wall con los Wizards en 2013.

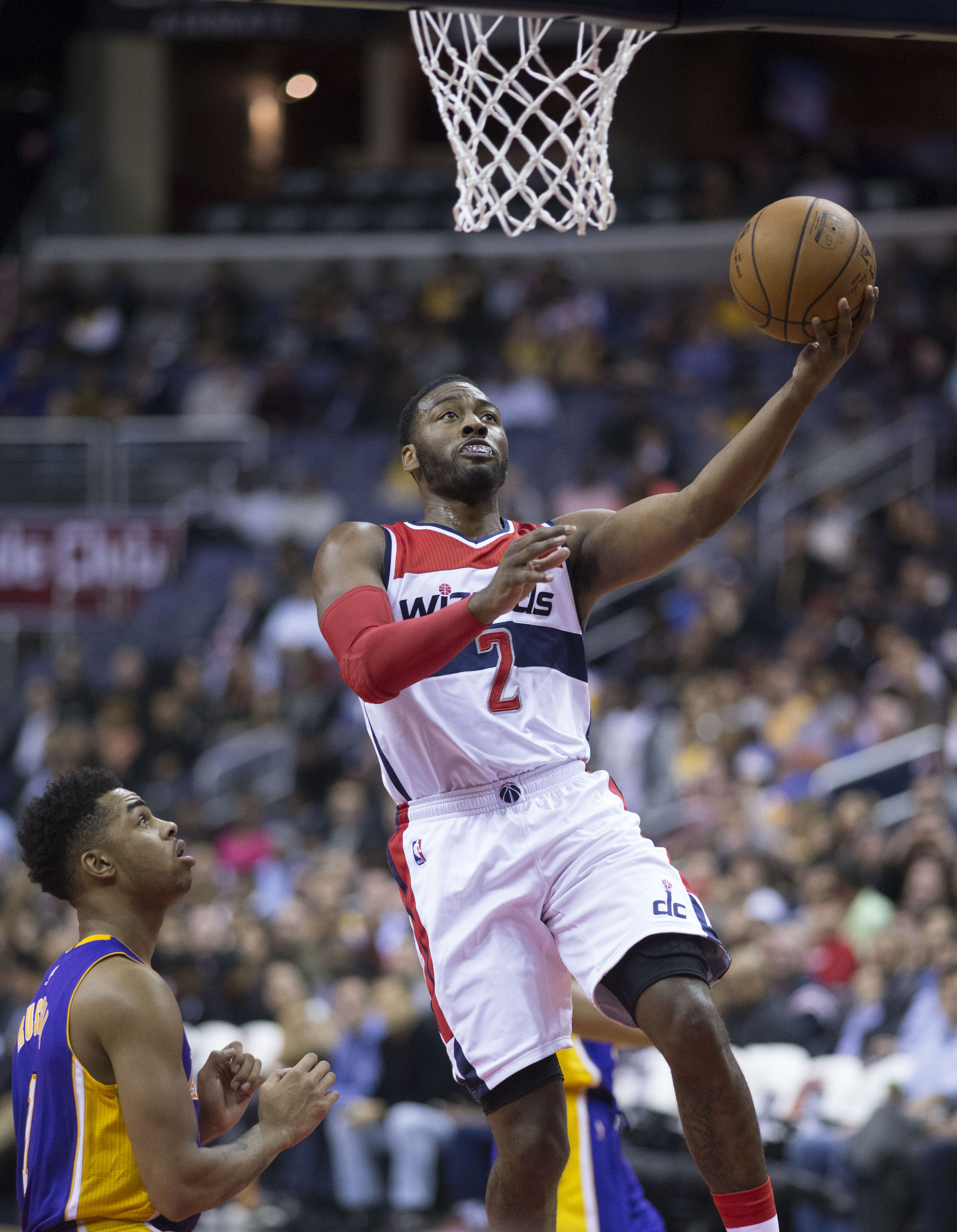
Wall entrando a canasta en bandeja en 2015.

Fue elegido en la primera posición del Draft de la NBA de 2010 por Washington Wizards, con los que firmó contrato en el mes de junio.
En la NBA Summer League, la liga de verano de la NBA, fue elegido jugador más destacado del torneo, tras promediar 23,5 puntos, 7,8 asistencias, 4,0 rebotes y 2,5 robos de balón en 32,3 minutos por partido.
Hizo su debut en la liga con una derrota ante Orlando Magic por 112-83, en un partido en el que consiguió 2 puntos, 9 asistencias y 3 robos de balón. en su tercer partido, el primero en casa, igualó el récord de la franquicia de robos de balón, con 9, y llegó a ser el segundo jugador en la historia de la NBA en conseguir 9 asistencias o más en sus tres primeros partidos como profesional.
El 10 de octubre de 2010 firmó su primer triple doble con 19 puntos, 10 rebotes y 13 asistencias, además de 6 robos, convirtiéndose así en el tercer jugador más joven en conseguir un triple doble. 
Participó en el All-Star game del año 2011 entre novatos y sophomores, batiendo el récord histórico de asistencias por parte de un novato con 22, siendo escogido MVP del partido. El 25 de marzo de 2013, realizó su récord anotador frente a los Memphis Grizzlies con 47 puntos. 
El 22 de enero de 2014, consiguió su segundo triple doble en la derrota en la prórroga frente a los Celtics de Boston con 28 puntos, 11 rebotes y 10 asistencias.  En febrero de 2014, participó por primera vez en el partido de las estrellas y además ganó el concurso de mates en el All-Star de New Orleans. El día 9 de abril de esa misma temporada, consiguió su tercer triple-doble con 14 puntos, 12 rebotes y 11 asistencias, aunque fue insuficiente para batir a los Bobcats, que se llevaron el partido en el tiempo extra.
El 31 de julio de 2013, renueva su contrato a razón de 80 millones y 5 años con los Wizards. Los Wizards finalizaron la temporada 2013-14 en el quinto lugar en la conferencia Este, clasificando para playoffs por primera vez en seis años. Los Wizards derrotaron a Chicago Bulls (4-1) en la primera ronda de los playoffs. Avanzaron a la segunda ronda, donde se enfrentaron a los Indiana Pacers de Paul George, siendo derrotados en 6 partidos (2-4).
Durante la temporada siguiente consiguió su récord de asistencias (17), el 8 de diciembre de 2014, ante Boston Celtics, y dedicó la victoria a una niña fallecida por Cáncer. Esas mismas asistencias volvería a repartir 8 días después ante Minnesota Timberwolves. El 22 de enero de 2015, fue nombrado titular de la Conferencia Este para el All-Star Game de la NBA 2015. Ya en playoffs, los Wizards derrotan a Toronto Raptors en primera ronda (4-0), perdiendo en semifinales de conferencia ante Atlanta Hawks (2-4).
El 21 de diciembre de 2015, anotó 12 puntos y repartió 19 asistencias en la victoria ante Sacramento Kings, estableciendo su nuevo récord personal. Esa temporada los Wizards finalizan décimos del Este (41-41), no logrando la clasificación para playoffs.
El 6 de diciembre de 2016, anotó 52 puntos en la derrota ante Orlando Magic, siendo su récord personal en anotación. En enero de 2017 fue nombrado reserva para el All-Star Game de la NBA 2017. En primera ronda de playoffs, el 28 de abril de 2017, Wall estableció su récord de anotación de postemporada con 42 puntos en la victoria ante Atlanta Hawks en el sexto y último partido de la serie (4-2). En la siguiente ronda, ante Boston Celtics, forzó el séptimo partido con un tiro ganador en el sexto, pero finalmente perdieron la serie (3-4).
Antes del comienzo de la temporada 2017-18, el 26 de julio de 2017, firma una extensión de contrato con los Wizards por 4 años y $170 millones. El 12 de enero de 2018, anotó 30 puntos ante Orlando Magic, convirtiéndose en el jugador más joven (27 años y 128 días) de la franquicia en alcanzar los 10,000 puntos. El 30 de enero, tuvo que someterse a una pequeña operación en la rodilla izquierda con lo que se perdió 2 meses de competicón. Volvió a las canchas el 31 de marzo. Después, los Wizards cayeron ante Toronto Raptors en primera ronda de playoffs (2-4).
Ya inmersos en la 2018-19, el 26 de noviembre de 2018, frente a Houston Rockets, Wall superó a Wes Unseld como tercer máximo anotador en la historia de la franquicia. El 29 de diciembre de 2018, sufrió una lesión en el talón izquierdo, que le apartó el resto de la temporada. Mientras se recuperaba, en enero de 2019, sufrió una infección de la cirugía, y se rompió el tendón de Aquiles mientras descansaba en su casa. Esto propició que se perdiera, no solo lo que restaba de 2019, sino toda la temporada 2019-20

#### Houston Rockets (2020-2022)
Después de nueve años en Washington, el 2 de diciembre de 2020, es traspasado a Houston Rockets a cambio de Russell Westbrook. Tras casi dos años fuera de las pistas debutó con los Rockets, el 31 de diciembre de 2020, en la victoria ante Sacramento Kings, donde anotó 22 puntos y repartió 9 asistencias. El 22 de marzo de 2021, firmó el octavo triple-doble de su carrera con 19 puntos, 11 rebotes y 10 asistencias ante Toronto Raptors, rompiendo la racha de 20 encuentros perdidos consecutivos. Fue su primer triple doble desde 2016. A finales de abril, se anunció que Wall sería baja para el resto de la temporada, por una lesión en el tendón de la corva. En total disputó 40 encuentros, con un promedio de 20,6 puntos y 6,9 asistencias por partido.
Antes del inicio de la temporada 2021-22, jugador y equipo acordaron que no jugaría esa temporada. Los Rockets le hicieron llegar que el plan de la franquicia era desarrollar a sus jóvenes valores, y que ello se sumaba a que preferían proteger su salud pensando en un posible traspaso.
Tras disputar 40 encuentros en las tres últimas temporadas, y un año entero sin jugar, el 21 de junio de 2022, ejerce su opción de jugador adjudicándose $47 millones de cara a la temporada 2022-23, pero el 30 de junio es cortado por los Rockets.

#### Los Angeles Clippers (2022-2023)
El 1 de julio de 2022 firma un contrato por 2 años y $13,2 millones con Los Angeles Clippers. Debuta con los Clippers el 20 de octubre ante Los Angeles Lakers anotando 15 puntos.
El 9 de febrero de 2023 es traspasado de nuevo a Houston Rockets en un intercambio entre tres equipos. Pero fue cortado al día siguiente.

#### Retirada
Tras dos temporadas sin jugar, en febrero de 2025, expresa su deseo de volver a la NBA. Pero, el 19 de agosto de 2025 y con 34 años, anuncia su retirada como profesional.

## Estadísticas de su carrera en la NBA

### Temporada regular
| Año      | Equipo        | PJ  | PT  | MPP  | %TC  | %3P  | %TL   | RPP | APP  | ROB | TPP | PPP  |
| -------- | ------------- | --- | --- | ---- | ---- | ---- | ----- | --- | ---- | --- | --- | ---- |
| 2010-11  | Washington    | 69  | 64  | 37.8 | .409 | .296 | .766  | 4.6 | 8.3  | 1.8 | .5  | 16.4 |
| 2011-12  | Washington    | 66  | 66  | 36.2 | .423 | .071 | .789  | 4.5 | 8.0  | 1.4 | .9  | 16.3 |
| 2012-13  | Washington    | 49  | 42  | 32.7 | .441 | .267 | .804  | 4.0 | 7.6  | 1.3 | .8  | 18.5 |
| 2013-14  | Washington    | 82  | 82  | 36.3 | .433 | .351 | .805  | 4.1 | 8.8  | 1.8 | .5  | 19.3 |
| 2014-15  | Washington    | 79  | 79  | 35.9 | .445 | .300 | .785  | 4.6 | 10.0 | 1.7 | .6  | 17.6 |
| 2015-16  | Washington    | 77  | 77  | 36.2 | .424 | .351 | .791  | 4.9 | 10.2 | 1.9 | .8  | 19.9 |
| 2016-17  | Washington    | 78  | 78  | 36.4 | .451 | .327 | .801  | 4.2 | 10.7 | 2.0 | .6  | 23.1 |
| 2017-18  | Washington    | 41  | 41  | 34.4 | .420 | .371 | .726  | 3.7 | 9.6  | 1.4 | 1.1 | 19.4 |
| 2018-19  | Washington    | 32  | 32  | 34.5 | .444 | .302 | .697  | 3.6 | 8.7  | 1.5 | .9  | 20.7 |
| 2020-21  | Houston       | 40  | 40  | 32.2 | .404 | .317 | .749  | 3.2 | 6.9  | 1.1 | .8  | 20.6 |
| 2022-23  | L.A. Clippers | 34  | 3   | 22.2 | .408 | .303 | .681  | 2.7 | 5.2  | .8  | .4  | 11.4 |
| Total    | Total         | 647 | 604 | 34.9 | .430 | .322 | .776  | 4.2 | 8.9  | 1.6 | .7  | 18.7 |
| All-Star | All-Star      | 4   | 1   | 21.2 | .612 | .333 | 1.000 | 4.2 | 4.5  | 2.2 | .0  | 16.2 |

### Playoffs
| Año   | Equipo     | PJ | PT | MPP  | %TC  | %3P  | %TL  | RPP | APP  | ROB | TPP | PPP  |
| ----- | ---------- | -- | -- | ---- | ---- | ---- | ---- | --- | ---- | --- | --- | ---- |
| 2014  | Washington | 11 | 11 | 38.2 | .366 | .219 | .765 | 4.0 | 7.1  | 1.6 | .7  | 16.3 |
| 2015  | Washington | 7  | 7  | 39.0 | .391 | .176 | .846 | 4.7 | 11.9 | 1.4 | 1.4 | 17.4 |
| 2017  | Washington | 13 | 13 | 39.0 | .452 | .344 | .839 | 3.7 | 10.3 | 1.7 | 1.2 | 27.2 |
| 2018  | Washington | 6  | 6  | 39.0 | .441 | .190 | .851 | 5.7 | 11.5 | 2.3 | 1.3 | 26.0 |
| Total | Total      | 37 | 37 | 38.8 | .419 | .267 | .822 | 4.3 | 9.8  | 1.7 | 1.1 | 21.9 |

## Vida personal

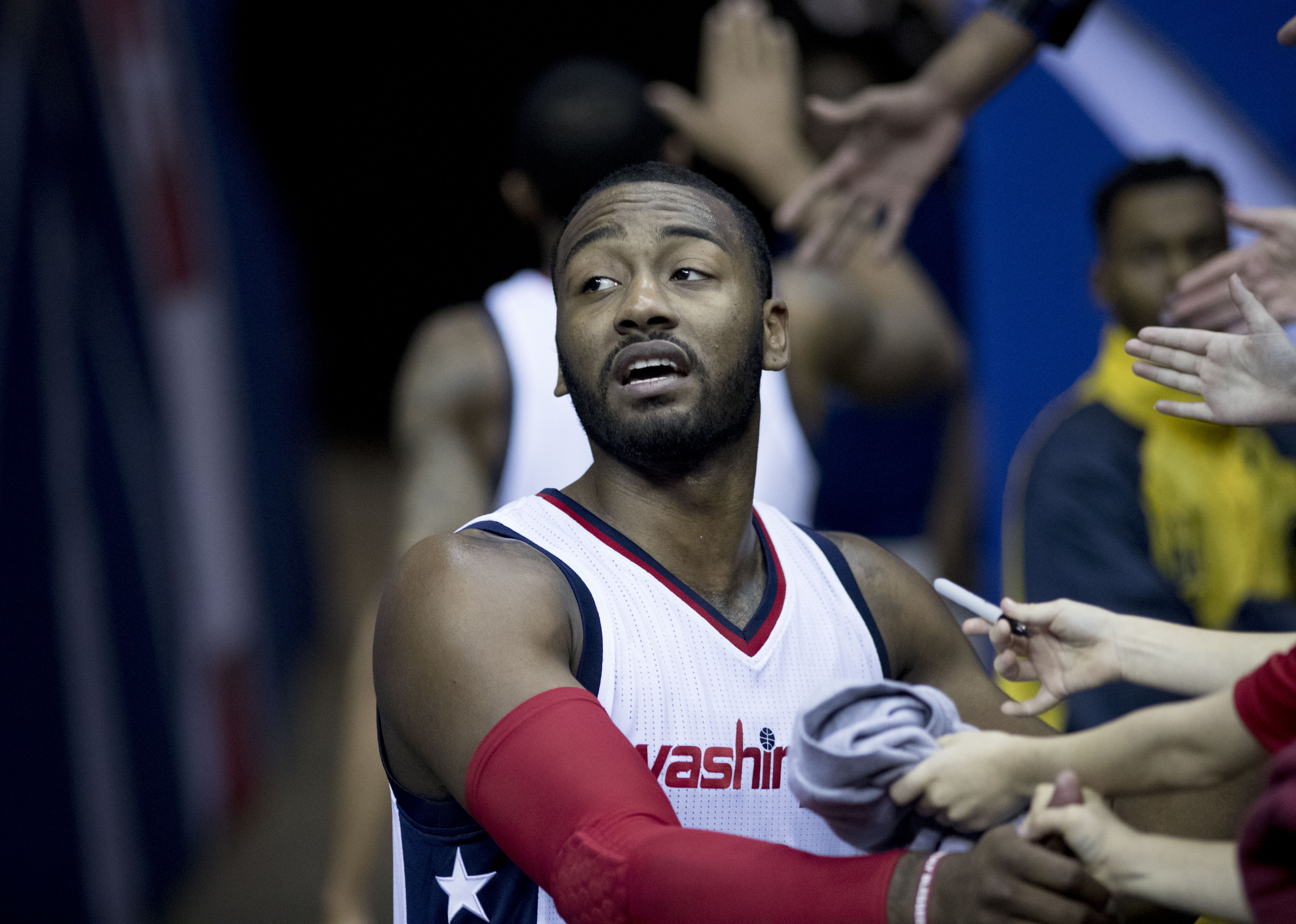
Wall firmando autógrafos en 2016.

John y su novia Shante tienen un hijo, Ace Wall, nacido en 2018. Además tiene otro hijo de otra relación nacido en 2020.
En 2013, tras firmar un contrato de cinco años con los Wizards, compró una casa en Potomac (Maryland) por $4,9 millones. Una propiedad de dos acres de extensión, con ocho dormitorios, seis garajes, y 18.000 metros cuadrados.
En 2016, recibió el Stewart B. McKinney Award por su trabajo de ayudar a los sin techo tras donar $400,000 a la asociación Bright Beginnings.
En 2018 anunció que estaba estudiando una licenciatura en administración de empresas.
Su madre, Frances Pulley, falleció de cáncer de pulmón el 13 de diciembre de 2019.

### Patrocinios
En 2010 firmó un contrato de patrocinio de cinco años con la marca deportiva Reebok por $25 millones, y fue traspasado a Adidas en 2013. Firmó una segunda renovación de cinco años con Adidas en 2018.
En mayo de 2017, Wall firmó como embajador de la marca de gorras New Era.

### Salud mental
En agosto de 2022, reconocía haber pasado momento muy duros, llegando a pensar en el suicidio en algún momento de 2020.
En una columna en The Players' Tribune, cuenta como tuvo una infección debido a las operaciones tras la rotura del tendón de Aquiles, que casi le llevan a tener que amputarle el pie. Además perdió su madre por cáncer, y a su abuela un año después, mientras lidiaba con el Covid-19. Todo ello le supuso un calvario y una desidia tan grande que pensó en quitarse la vida.